# Дробова частина числа

Графік функції y(x) = {x}.

Дробова частина числа (позначається {\displaystyle \{x\}}) — функція, визначена на множині дійсних чисел, яка дорівнює:
{\displaystyle \{x\}=x-\lfloor x\rfloor },
де {\displaystyle \lfloor x\rfloor } — ціла частина числа {\displaystyle x}.

## Приклади
{\displaystyle \{1{,}25\}=1{,}25-1=0{,}25,}
{\displaystyle \{-1{,}25\}=-1{,}25-(-2)=0{,}75,}
{\displaystyle \{3\}=3-3=0,}
{\displaystyle \{-2\}=-2-(-2)=0.}

## Властивості
- Область визначення — {\displaystyle D(\{x\})=\mathbb {R} }.
- Множина значень — {\displaystyle E(\{x\})=[0;1)}.
- Функція є періодичною з періодом {\displaystyle T=1}.